# Phare de Svinbådan
Le phare de Svinbådan (en suédois : Svinbådans fyr) est un phare en mer situé au large de Viken, de la commune d'Höganäs, dans le Comté de Scanie (Suède).

## Histoire
Ce phare à caisson a été construit à Lysekil, transféré le 4 septembre 1958 et mis en service en 1960. Il a remplacé un bateau-phare. En 1994, la ligne électrique sous-marine menant au phare a été éteinte et remplacée par des panneaux solaires sur l'hélipad qui n'est plus utilisé ainsi qu'une nouvelle lanterne.
Le phare est équipé d'un radar Racon qui a remplacé la signal de brouillard fabriquée au chantier Kockums de Malmö. Le phare est situé sur un banc dans le Öresund à environ 1.5 km au large de la côte de Viken.

## Description
Le phare  est une tour cylindrique de 25 mètres de haut, avec galerie inférieure et supérieure et une lanterne. Le phare est peint en noir avec une bande rouge et la lanterne est rouge avec un dôme blanc. Son feu isophase émet, à une hauteur focale de 24 mètres, un éclat blanc, rouge et vert selon différents secteurs toutes les 8 secondes. Sa portée nominale est de 17 milles nautiques (environ 32 km) pour le feu blanc et rouge, et 16 pour le feu vert. La tour est aussi éclairée par des projecteurs
Identifiant : ARLHS : SWE-067 ; SV-7121 - Amirauté : C2274 - NGA : 5124 .

## Caractéristique dufeu maritime
Fréquence : 8 secondes (W-R-G)
- Lumière : 4 secondes
- Obscurité : 4 secondes

### Lien connexe
- Liste des phares de Suède